# Reiner Haseloff
Reiner Haseloff, né le 19 février 1954 à Bülzig, est un homme politique allemand membre de l'Union chrétienne-démocrate d'Allemagne (CDU). Il est ministre-président de Saxe-Anhalt depuis 2011.
Après un parcours d'élu local et dans les seconds niveaux du gouvernement et de la CDU de Saxe-Anhalt, il est nommé en 2006 ministre de l'Économie et du Travail dans le second cabinet de Wolfgang Böhmer.
À la suite des élections régionales de 2011, il accède au poste de ministre-président avec le soutien d'une « grande coalition » avec le Parti social-démocrate. Il est reconduit à la tête d'une coalition « kényane » élargie aux Verts après les élections de 2016 puis d'une coalition « allemande » intégrant le Parti libéral à la suite des élections de 2021.

## Jeunesse, formation et débuts professionnels
En 1973, il entreprend des études supérieures de physique à l'université technique de Dresde. Il rejoint l'Union chrétienne-démocrate d'Allemagne de l'Est (CDU/DDR) en 1976 et termine son cursus deux ans plus tard, à l'université Humboldt de Berlin.
Au cours des douze années qui suivent, il travaille comme associé de recherche à l'Institut pour la recherche environnementale de Wittemberg.

## Engagement politique

### Débuts locaux
L'année 1990 marque le début de son engagement politique réel. Alors qu'il est élu au conseil municipal de Wittemberg et à l'assemblée de l'arrondissement de Wittemberg, il est investi président de l'arrondissement (Beigeordneter), puis préfet adjoint à la suite d'une réforme administrative.
Avec la réunification, qui intervient peu après, il devient membre de la CDU et du comité directeur régional en Saxe-Anhalt.
Il renonce à son mandat municipal dès 1991, année où il passe avec succès son doctorat de physique à l'université Humboldt. Il quitte son mandat exécutif en 1992, lorsqu'il devient directeur de l'office du travail de Wittemberg. Toutefois, aux élections de 1999, il est réélu conseiller municipal de Wittemberg.

### Ascension: au gouvernement de Saxe-Anhalt
Le 23 mai 2002, à la suite de la formation d'une coalition noire-jaune au niveau du Land, il est désigné secrétaire d'État au ministère de l'Économie et du Travail, sous l'autorité du libéral Horst Rehberger et doit abandonner tous ses mandats locaux. Il est élu, deux ans plus tard, vice-président régional de la CDU, dont Thomas Webel prend alors la présidence.
À l'occasion des élections régionales du 26 mars 2006, l'effondrement du Parti libéral-démocrate (FDP) conduit le ministre-président Wolfgang Böhmer à se tourner vers le Parti social-démocrate d'Allemagne (SPD) et former une grande coalition. Le 24 avril suivant, Reiner Haseloff est nommé ministre de l'Économie et du Travail.
En 2008, il fait son entrée au comité directeur fédéral de son parti.

## Ministre-président de Saxe-Anhalt

### Premier mandat: nouvelle grande coalition

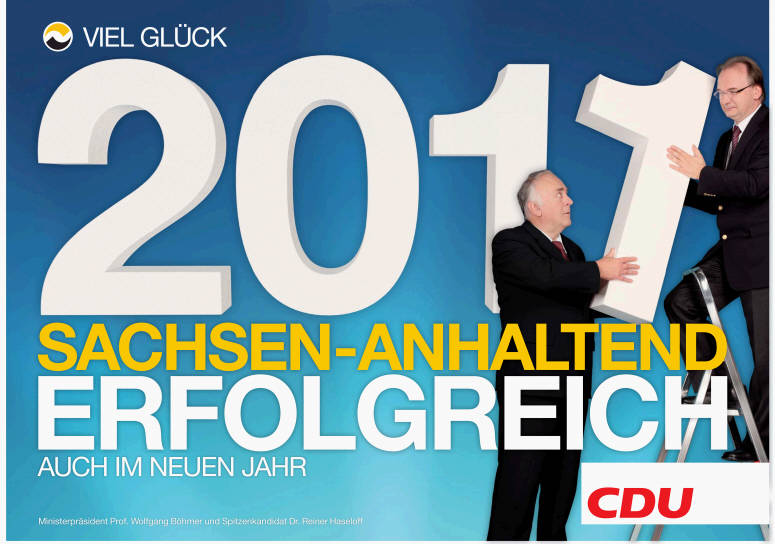
Affiche électorale de la CDU pour les élections de 2011.

Il est choisi comme chef de file (en allemand : spitzenkandidat) de la CDU pour les élections régionales du 20 mars 2011, lors du congrès régional du 20 mars 2010, en remplacement de Böhmer. Lors du scrutin, son parti s'impose avec 32,5 % des suffrages, soit un recul de quatre points par rapport à 2006. À cette occasion, il est élu pour la première fois député au Landtag, remportant la vingt-septième circonscription avec 39,9 % des voix, le quatrième meilleur résultat sur un total de quarante-cinq. Il fait alors part de son intention de reconduire l'alliance avec les sociaux-démocrates du ministre des Finances, Jens Bullerjahn, qui obtiennent 21,5 % des voix.
Le 19 avril 2011, Reiner Haseloff est investi ministre-président de Saxe-Anhalt par 57 voix sur 105, à la suite de la reconduction de la coalition CDU-SPD avec Jens Bullerjahn, qui conserve ses postes de vice-ministre-président et ministre des Finances. Il recueille toutefois dix suffrages de moins que le total de sa coalition. C'est la première fois qu'en Saxe-Anhalt, deux ministre-présidents d'un même parti se succèdent à la suite d'élections régionales. En sa qualité de chef du gouvernement régional, il est membre de droit du comité directeur de la CDU de Saxe-Anhalt et renonce donc à sa vice-présidence en 2012.

### Deuxième mandat: première coalition kényane
Aux élections régionales du 13 mars 2016, la CDU qu'il conduit à nouveau est une fois encore en tête, se trouvant talonnée par l'Alternative pour l'Allemagne (AfD) tandis que le SPD s'effondre ; ainsi la coalition au pouvoir perd la majorité parlementaire. Il entreprend alors de discuter avec les sociaux-démocrates et l'Alliance 90 / Les Verts (Grünen), afin de former une alliance à trois surnommée « coalition kényane » (en allemand : Kenia-Coalition). Les négociations aboutissent positivement le 15 avril, son investiture pour un second mandat étant ainsi programmée dix jours plus tard. Dans la semaine qui suit la conclusion des discussions, les organes dirigeants de la CDU, du SPD et des Grünen approuvent l'accord de coalition, chaque fois à une forte majorité.
Lors du premier tour du vote d'investiture, le 25 avril au Landtag, il ne reçoit que 41 voix favorables, soit trois de moins que la majorité absolue requise et cinq de moins que le total de sa coalition. Au second tour, organisé une heure plus tard, il l'emporte avec 47 voix sur 87.

### Troisième mandat: coalition noire-rouge-jaune
Aux élections régionales du 6 juin 2021, la CDU qu'il conduit une fois de plus remporte 40 sièges. Le 6 juillet, les délégations de la CDU, du SPD et du FDP tiennent une réunion à l'issue de laquelle elles laissent apparaître de nombreux points d'accord entre elles sur la question budgétaire, la santé ou les infrastructures. Un accord de coalition est conclu et présenté publiquement le 9 août suivant, prévoyant notamment un fonds de relance de l'économie de 1,5 milliard d'euros, l'augmentation des effectifs de la police régionale, la réalisation d'importantes infrastructures de transport et la confirmation de la sortie définitive du charbon à horizon 2038.
À l'issue d'un vote interne, 63,4 % des adhérents régionaux du SPD ayant pris part au vote se prononcent en faveur de l'accord de coalition avec la CDU et le FDP. Le 16 septembre, Reiner Haseloff est réélu ministre-président par le Landtag au second tour de scrutin avec 53 voix des députés régionaux, ayant échoué avec 48 voix sur 97 lors du premier tour.

## Vie personnelle
Il est marié depuis 1976, père de deux fils et quatre fois grand-père.